# Лістовел

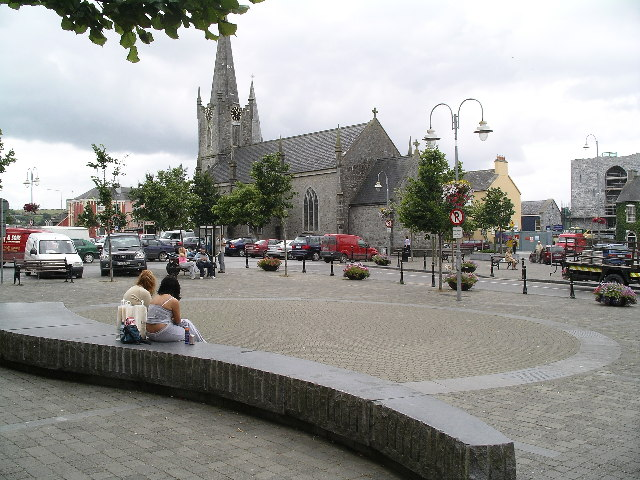
Міська площа

Лістовел (іноді Лістауел або Лістоуел; англ. Listowel; ірл. Lios Tuathail (Люс-Туахаль)) — містечко в Ірландії, розташоване в графстві Керрі (провінція Манстер).

## Фізико-географічна характеристика
Лістовел розташований у південно-західній частині Ірландії на березі річки Філ за кілька кілометрів на південь від естуарію річки Шеннон. На околицях міста, яке лежить на широкій рівнині, — безліч сільськогосподарських угідь (полів, пасовищ тощо). На півдні Лістовела за річкою лежать невисокі пагорби.
Найближчі селища та села: Есді, Баллібаніон, Баллідафф, Баллілонгфорд, Коузвей, Лайсселтон, Тарберт.

## Економіка
Основна спеціалізація підприємств, розташованих у Лістовелі та його околицях — харчова промисловість, телекомунікації, IT. У місті розміщені офіси, лабораторії та виробничі потужності компаній Spectra Laboratories, Kerry Ingredients, Kerry Co-operative Creameries Ltd.

### Транспорт
Через Лістовел проходить шосе N69 (Лімерик — Лістовел — Тралі), а також дорога регіонального значення (Баллібаніон — Лістовел — Аббіфіл), яка йде з північного заходу на південний схід. Пасажирськими та вантажними перевезеннями займається компанія Eireann.
З міського вокзалу йдуть поїзди в Тралі, Дублін, Корк, Лімерик, Рослер, Вотерфорд та Кілларні. У 1882–1924 роках між Лістовелом і Баллібаніоном ходило кілька експериментальних потягів на монорейці системи Лартіго.
Найближчий аеропорт розташований у Фарранфорі, трохи далі — великий аеропорт Шеннон. Обидва вони повітряним шляхом пов'язані з найбільшими містами Європи та Північної Америки.
Морське сполучення здійснюється з одного з найглибоководніших портів Європи — Фойнс, що лежить за 30 км на північний схід від Лістовела в естуарії річки Шаннон. Маршрути суден включають Велику Британію, континентальну Європу та Північну Америку.

## Населення
Населення — 4338 осіб (за переписом 2006 року). 2002 року населення становило 3999 осіб. При цьому населення в межах міської межі (legal area) становило 3901 особу, населення передмість (environs) — 437 осіб.
Дані перепису 2006 року:
| Все населення | Все населення | Зміни населення 2002—2006 | Зміни населення 2002—2006 | 2006 | 2006 |
| 2002          | 2006          | осіб                      | %                         | чол. | жін. |
| 3999          | 4338          | 339                       | 8,5                       | 2088 | 2250 |

У наведених нижче таблицях сума всіх відповідей (стовпець «сума»), як правило, менша від загальної кількості населення (стовпець «2006»).
| Релігія (Тема 2 — 5 : Кількість людей за релігіями, 2006) |             |              |             |            |      |      |
| Католики, осіб                                            | Католики, % | Інша релігія | Без релігії | Не вказано | Сума | 2006 |
| 4029                                                      | 92,9        | 157          | 100         | 52         | 4338 | 4338 |

| Етно-расовий склад (Етнічність. Тема 2 — 3 : Постійне населення за етнічним чи культурним походженням, 2006) |             |           |       |        |      |            |      |        |
| Білі ірландці                                                                                                | Лухт-шельта | Інші білі | Негри | Азійці | Інші | Не вказано | Сума | 2006   |
| 3835 | 54          | 274       | 6     | 31     | 37   | 59         | 4296 | 4338   |
| Частка від усіх, хто відповіли на питання, %                                                                 |             |           |       |        |      |            |      |        |
| 89,3 | 1,3         | 6,4       | 0,1   | 0,7    | 0,9  | 1,4        | 100  | 99,0 1 |

1 — частка тих, хто відповідав на запитання про мову від усього населення.
| Володіння ірландською мовою (Тема 3 — 1 : Кількість людей від 3 років і старших за здатністю говорити по-ірландськи, 2006) |      |            |      |       |
| Чи володієте Ви ірландською мовою?                                                                                         |      |            |      |       |
| Так | Ні   | Не вказано | Сума | 2006  |
| 1764 | 2316 | 86         | 4166 | 4338  |
| Частка від усіх, хто відповідав на запитання про мову, %                                                                   |      |            |      |       |
| 42,3 | 55,6 | 2,1        | 100  | 96,01 |

1 — частка тих, хто відповідав на запитання про мову від усього населення.
| Використання ірландської мови (Тема 3 — 2 : Ті, що розмовляють ірландською від 3 років і старші за частотою використання ірландської мови, 2006) |                                                 |                                          |                                          |                                          |                                          |                                          |      |                                      |      |
| Як часто і де Ви розмовляєте ірландською? |                                                 |                                          |                                          |                                          |                                          |                                          |      |                                      |      |
| щодня, тільки в освітніх установах | щодня, як в освітніх установах, так і поза ними | в інших місцях (поза освітньою системою) | в інших місцях (поза освітньою системою) | в інших місцях (поза освітньою системою) | в інших місцях (поза освітньою системою) | в інших місцях (поза освітньою системою) | сума | всього відповіли на питання про мову | 2006 |
| щодня, тільки в освітніх установах | щодня, як в освітніх установах, так і поза ними | щодня                                    | щотижня                                  | рідше                                    | ніколи                                   | не вказано                               | сума | всього відповіли на питання про мову | 2006 |
| 478 | 25                                              | 47                                       | 114                                      | 664                                      | 408                                      | 28                                       | 1764 | 4166                                 | 4338 |
| Частка від усіх, хто відповідав на запитання про мову, %                                                                                         |                                                 |                                          |                                          |                                          |                                          |                                          |      |                                      |      |
| 11,5 | 0,6                                             | 1,1                                      | 2,7                                      | 15,9                                     | 9,8                                      | 0,7                                      | 42,3 | 100                                  |      |

| Типи приватних жител (Тема 6 — 1(a): Кількість приватних домоволодінь за типом розміщення, 2006) |          |         |                |            |      |      |
| Окремий будинок                                                                                  | Квартира | Кімната | Рухомі будинки | Не вказано | Сума | 2006 |
| 1512                                                                                             | 123      | 8       | 2              | 48         | 1693 | 4338 |

## Архітектура та пам'ятки
Однією з головних історико-культурних пам'яток міста є замок Лістовел, збудований у XV столітті. Довго він був оборонною спорудою, захищаючи поселення від збройного нападу ззовні. Це один із найкращих зразків англо-норманської архітектури тих часів. Споруда частково збереглася донині: вціліли дві з чотирьох веж і потужна стіна. 2005 року розпочато реставраційні роботи з очищення каменів, з яких складено замок, а також захист їх від надмірного зволоження та ерозії.

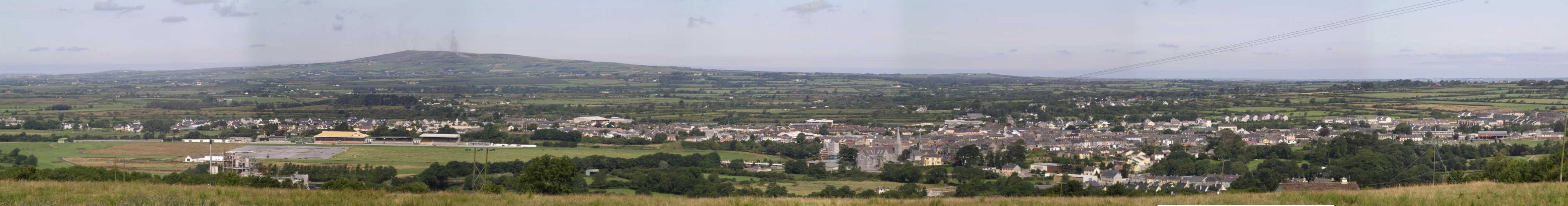
Панорама Лістовела.

## Спорт

### Кінні перегони
Від ХІХ століття в місті проходить щорічне кінно-спортивне свято. Спочатку перегони проходили на околицях Лістовела, а від 1858 року їх перенесено в саме місто. Фермери до початку проведення змагань якраз збирали врожай і на частину виручених грошей вирушали до Лістовела. Нині це один із найбільших подібних заходів у Ірландії — останнє літнє свято перед Різдвом.
Перегони відбуваються на міському іподромі, де створено доріжки завдовжки близько милі з огорожами та бар'єрами.

### Гельський футбол
У Лістовелі базується одна з найстаріших у країні команд з гельського футболу — Лістовэл Емметс. Клуб 12 разів вигравав чемпіонат Північного Керрі та 6 разів грав у фіналі змагань.

## Літературний фестиваль
Від 1971 року у місті проводиться літературний фестиваль, на який з'їжджаються провідні письменники Ірландії. Щорічно відбувається до 10 зустрічей, кожна з яких присвячена певному літературному жанру та авторам, які на ньому спеціалізуються.